# Le Baiser de la mort (film)
Pour les articles homonymes, voir Baiser de la mort.
Pour plus de détails, voir Fiche technique et Distribution.
Le Baiser de la mort (The Secret of the Whistler) est un film américain en noir et blanc réalisé par George Sherman, sorti en 1946.

## Synopsis
L'épouse de Ralph Harrison, Edith, est une femme riche qui se remet de plusieurs crises cardiaques. Bouleversé par son état, Ralph trouve en Kay, une modèle pour artistes, une compagnie réconfortante. Il tombe amoureux de cette femme vénale et sans scrupules. La santé d'Edith s'améliore. Edith surprend Ralph déclarer sa flamme à Kay ; elle le menace, disant qu'elle va le retirer de son testament. La mari décide d'empoisonner sa femme.

## Fiche technique
- Titre : Le Baiser de la mort
- Titre original : The Secret of the Whistler
- Réalisateur : George Sherman
- Scénario : Richard H. Landau, Raymond L. Schrock, d'après la série radiophonique The Whistler (radio series) (en) de J. Donald Wilson (en)
- Musique : Herschel Burke Gilbert
- Photographie : Allen G. Siegler
- Montage : Dwight Caldwell (en)
- Producteur : Rudolph Flothow (en)
- Société de production : Larry Darmour Productions
- Société de distribution : Columbia Pictures
- Pays de production :  États-Unis
- Langue originale : anglais américain
- Format : noir et blanc — 35 mm — 1,37:1 — son : mono (Western Electric Mirrophonic Recording)
- Genre : film noir
- Durée : 65 minutes
- Dates de sortie :
  - États-Unis : 7 novembre 1946
  - France : 15 juillet 1949

## Distribution
- Richard Dix : Ralph Harrison
- Leslie Brooks : Kay Morrell
- Michael Duane : l'artiste Jim Calhoun
- Mary Currier : Edith Marie Harrison
- Mona Barrie : Linda Vail
- Ray Walker : Joseph Aloysius 'Joe' Conroy
- Claire Du Brey : Laura, la servante de Harrison
- Otto Forrest : le narrateur (The Whistler

## Production
Le Baiser de la mort est le sixième volet des huit films que compte la série de film noirs The Whistler (radio series) (en) produits dans les années 1940, avec Richard Dix dans le rôle principal (excepté pour le dernier film). L'acteur incarne un personnage différent dans chaque film, qui va du héros sympathique aux manières douces à une vile et puissante crapule. Dans le huitième et dernier film, Richard Dix ayant dû prendre sa retraite (maladie du cœur ; il mourra en 1949, à 56 ans), il est remplacé par Michael Duane (en) :
- 1944 : The Whistler de William Castle
- 1944 : The Mark of the Whistler de William Castle
- 1945 : The Power of the Whistler de Lew Landers
- 1945 : Voice of the Whistler de William Castle
- 1946 : Mysterious Intruder de William Castle
- 1946 : Le Baiser de la mort (The Secret of the Whistler) de George Sherman
- 1947 : The Thirteenth Hour de William Clemens
- 1948 : The Return of the Whistler de D. Ross Lederman